# ناظر محمد
ناظر محمد (بالإنجليزية: Nazr Mohammed)‏ مواليد 05 سبتمبر 1977، هو لاعب كرة سلة أمريكي يلعب مع فريق شيكاغو بولز في الرابطة الوطنية لكرة السلة ويحمل الرقم 48. يبلغ طوله 6 قدم 10 بوصة (2.1 م).

## فرق لعب لها
- فيلادلفيا سفنتي سيكسرز
- أتلانتا هوكس
- نيويورك نيكس
- سان أنطونيو سبرز
- ديترويت بيستونز
- شارلوت هورنتس
- أوكلاهوما سيتي ثاندر
- شيكاغو بولز

## روابط خارجية
- ناظر محمد على موقع إن بي أي (الإنجليزية)
- ناظر محمد على موقع سبورتس رفرنس (الإنجليزية)
- ناظر محمد على موقع كرة السلة الأوروبية.كوم (الإنجليزية)
- ناظر محمد على موقع كلية كرة السلة في سبورتس رفرنس.كوم (الإنجليزية)
- ناظر محمد على موقع ريلجم (الإنجليزية)
- ناظر محمد على موقع بروبوليرز (الإنجليزية)